# بلدية الجيزة الجديدة
تأسست أول مديرية ناحية عام 1973 وفي عام 1985 تم ترفيعها إلى قضاء وفي عام 1996 تم ترفيعها إلى لواء، علماً بأن لواء الجيزة يضم قضاء أم الرصاص
يتبع للواء ثلاث بلديات وهي: بلدية الجيزة الجديدة , بلدية أم الرصاص الجديدة, بلدية العامرية الجديدة.
لواء الجيزة ومركزه الجيزه ويشمل المدن والقرى التالية: (الجيزة ,ام العمد , نتل , اللبن ,القسطل, منجا ,ام الوليد, حواره ,ارينبه الغربي , العامرية, جلول  ,الطنيب, المناره ,الخضراء , الزيتونة , ارينبه الشرقيه , الزعفران , صوفه ,زويزيا , ام قصير, ضبعه , زينب , الدليله, ام رمانة, الهربج ,القنيطرة ,العرين , الناصرية, ضبيعه , الزميله , المبروكة ,الشهباء ,الخالديه, الخريم, الغبية, منشية الجيزة, السيفيه, الباسليه , الراشدية,الثمد, الصلاحية).
الموقع:
يقع لواء الجيزة جنوب شرق محافظة العاصمة.

## المساحة وتعداد السكان:
الميزات النسبية للمركز:
1- يعتبر لواء الجيزة من اهم ألوية محافظة العاصمة وهو يشكل ما نسبته (72.15 %) من مساحة المحافظة الاجمالية البالغة  7579.2  كم2
2- وما يميز هذا اللواء وقوعه على الطريق الدولي الذي يربط محافظة العاصمة بمحافظة العقبة
3- وفرة المواقع السياحية والأثرية.
4- يعتبر اللواء مركز لجذب الاستثمارات والمشاريع الصناعية والإسكانية لقربه من مركز العاصمة ولاحتضانه مطار الملكة علياء الدولي

## الدوائر الحكومية:
يوجد في لواء الجيزة عدد من الدوائر الحكومية التي بدورها تقوم بخدمة المواطنين وتسهيل معاملاتهم وهي:
- متصرفية لواء الجيزة.
- مديرية قضاء ام الرصاص.
- بلدية الجيزة الجديدة.
- بلدية ام الرصاص الجديدة.
- مديرية الشؤون البلدية للواء الجيزة.
- مجلس الخدمات المشتركة للواء الجيزة.
- مديرية زراعة لواء الجيزة.
- مكتب أشغال الجيزة.
- مكتب مياه الجيزة.
- مديرية أوقاف الجيزة.
- محكمة صلح الجيزة.
- محكمة شرعية الجيزة.
- مديرية شرطة منطقة بادية الجيزة.
- مديرية عمل عمان الخامسة.
- مركز صحي الجيزة الشامل.
- مكتب دائرة الشؤون الفلسطينية.
- مديرية الشؤون الاجتماعية.
- بالإضافة إلى عدد من الجمعيات والأندية واللجان الشعبية والتطوعية.